# Benjamin Calau
Benjamin Calau (* 25. Juni 1724 in Friedrichstadt; † 27. Januar 1785 in Berlin) war ein bildender Künstler im Berlin des 18. Jahrhunderts.

## Leben
Calaus Vater, der Maler Christoph Callau/Kallau († 1753), unterrichtete ihn und seine beiden ebenfalls künstlerisch tätigen Brüder im Zeichnen. Von 1749 bis 1771 lebte Benjamin in Leipzig – dort wurde er 1755 kursächsischer Hofmaler. Vor 1770 unternahm er zahlreiche Experimente im Bereich der Wachsmalerei und der „enkaustischen Malerei“. Dieses bereits seit der Antike bestehende und von Plinius dem Älteren in seiner Naturalis historia beschriebene Verfahren war seit dem 6. Jahrhundert verlorengegangen. Calau rekonstruierte die Enkaustik der Römer zwar nicht, aber er entwickelte ein eigenes, auch in der Praxis brauchbares Verfahren, in Wachs zu malen. Hierzu gab er 1769 die Schrift Ausführliche Versuche, wie das Punische oder Eleodorische Wachs aufzulösen heraus.
In Berlin war man von dieser Technik fasziniert, so dass Calau seit 1771 dort ansässig wurde. Hier brachte er es zum Hofmaler Friedrichs II. und wurde 1778 Ehrenmitglied der Akademie der Künste. 1772 erhielt er ein preußisches Privileg für den Vertrieb seiner Wachsfarben, über deren genaue Zusammensetzung heute nichts mehr bekannt ist. In eben jener Wachsfarbenmalerei fertigte er auch neun Porträts für den berühmten „Freundschaftstempel“ des Dichters Johann Wilhelm Ludwig Gleim in Halberstadt an. In seinen letzten Lebensjahren bemalte Calau, der schon zu Beginn seiner Berliner Zeit im kunsthandwerklichen Bereich tätig war, mit den Wachsfarben vor allem Porzellan und Fayencen und wurde schließlich Tapetenfabrikant.
Sein Sohn Friedrich August wirkte als bildender Künstler in Berlin. Die Söhne Carl Friedrich und Carl Jacob Heinrich studierten 1780 bzw. 1785 an der Akademie der Künste.